# Nam Tae-hyun
Nam Tae-hyun (hangul: 남태현; Hanam, 10 de mayo de 1994), también conocido como Taehyun, es un cantante y actor surcoreano. Es conocido por haber sido el vocalista principal del grupo surcoreano Winner.

## Carrera

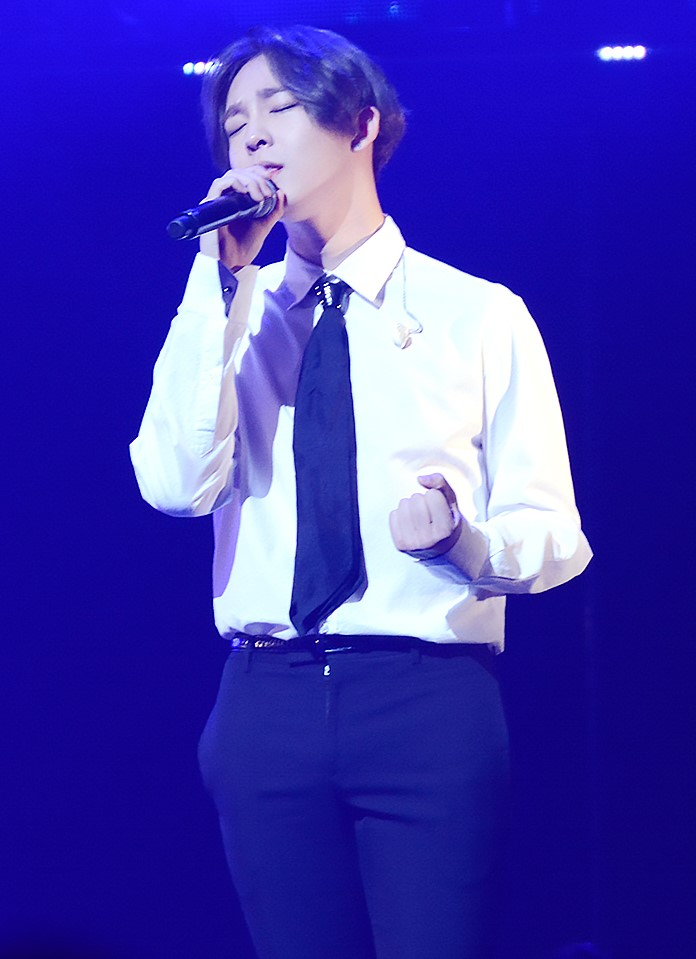
Taehyun actuando en WINNER Japan Tour en Aichi, el 9 de octubre de 2015.

### Predebut: Who Is Next
Antes de su debut como miembro de Winner, Nam actuó como bailarín en el YG Family Concert 2011.
En el 2013, compitió en el programa WIN: Who is Next, como trainee del "Team A", con el cual debutó como miembro del grupo Winner. Nam participó en la composición y coescribió dos canciones que se utilizaron para competir en el programa.

### 2014-2015: Debut oficial conWinner, 2014 S/S, y apariciones en televisión.
Nam participó en la producción del álbum debut de Winner, 2014 S/S, el cual fue lanzado en agosto del 2014. Él participó en la composición de tres canciones del álbum – "But (사랑하지마)", "Tonight (이 밤)" y su canción en solitario "Confession (고백하는거야)". El álbum encabezó varias listas, incluyendo Gaon Chart, así como la lista de Álbumes Mundiales de Billboard.
En 2015, mientras el grupo se encontraba en hiatus, Nam hizo su debut como actor en el web drama La chica de la medianoche Ese mismo año, hizo un papel secundario en el drama Restaurante de medianoche  También participó en  la producción china-coreana de Under The Black Moonlight.

### 2016: EXIT: E, apariciones en televisión y salida deWinner
En enero del 2016, Nam sacó el sencillo "Pricked"  (사랑가시) en colaboración con Mino como una pista de calentamiento antes del regreso de Winner con el EP Exit: E. El sencillo se posicionó número dos en MelOn.
Después de casi 18 meses de hiatus, el miniálbum de Winner fue lanzado el primero de febrero. El álbum presentó cinco pistas, incluyendo "Pricked", y las dos pistas principales "Baby Baby" y "센치해 (Sentimental.)". Nam jugó un rol mayor en la producción en esas pistas, como también en su solo  "좋더라 (I'm Young.)"
En marzo del 2016, Nam se unió a Actor School de tvN, un show de variedad, atravesando una serie de entrenamientos por el actor Park Shin-yang, con el fin de mejorar sus habilidades para la actuación.
El 12 de octubre, YG Entertainment afirmó que Nam estaría deteniendo sus actividades promocionales y recibiendo tratamiento por problemas de salud mentales. Como resultado, el comeback de Winner fue retrasado por tiempo indefinido. Luego, el 25 de noviembre, se anunció que se había retirado del grupo y había rescindido su contrato con YG Entertainment. Al día siguiente, publicó una carta escrita a mano en su cuenta personal de Instagram, que contenía su disculpa, agradecimiento a sus fanes y se comprometía a regresar con nueva música y proyectos.

### 2017-presente: creaciones musicales y South Buyers Club
Nam continua compartiendo sus creaciones musicales y versiones en su cuenta de SoundCloud, incluyendo un cover de Radiohead "Creep", Park Hyo-shin "Beautiful Tomorrow", y "Breath (숨)". Sus influencias surgen de muchos artistas a través de muchos géneros, así como Nirvana, The Beatles, The Rollings Stones, B.B Kings y Eric Clapton. Él luego creó un sitio en Tumblr, el 5 de enero, posteando anuncios y comunicándose con los fanes por momentos. El 23 de enero, Nam comenzó a reclutar solicitudes para su próxima banda. 
El 25 de marzo, Nam, junto con su banda, South Club, realizó un espectáculo en Pet Sounds Bar en Corea. El show de 30 minutos se transmitió en vivo en plataformas como Instagram y la popular plataforma de intercambio de videos de China, Miaopai. South Club realizó un total de cuatro canciones, incluyendo canciones de The Beatles y Foster the People.
El 11 de abril, Nam anunció que su compañía "South Buyers Club" fue oficialmente registrada como tal el 30 de marzo. El 26 de mayo, South Club sacó un MV para su primer pre-release track "Hug Me", la cual era una  balada rock. 
El primer EP de South Club, titulado "90", fue lanzado el 27 de junio, junto con los MV's de dos pistas: "LIAR" y "I got the Blues". El nombre del álbum fue inspirado por la expresión de libertad de los jóvenes en los 90. También fue a causa de que los miembros nacieron después del año 1990. El 9 de julio, la banda volvió con su primer sencillo, titulado "아니 (No)". Después de la salida de Yooni, el primer lanzamiento de la banda como cuatro miembros, fue el segundo sencillo  "누굴 위한 노래인가요 (Who Is This Song For?)", que estuvo disponible para su reproducción el 5 de diciembre del 2017.
En abril de 2019 se anunció que se había unido al elenco principal del musical Mefisto junto a Ken, Roh Tae-hyun y Nam Woo-hyun.

### DJ de Radio
El 31 de julio del 2017, Nam empezó su carrera como DJ de radio. Transmitiría en vivo en el canal Casper Radio Vlive los lunes, a las 11:00PM, para hablar sobre varios temas y compartir su música con sus fans.

## Vida personal
Tiene un hermano menor Nam Dong-hyun (남동현), quien actualmente es uno de los concursantes de Produce X 101.
En abril de 2019 se anunció que estaba saliendo con la cantante surcoreana Jang Jae-in, sin embargo en junio del mismo año Jae-in anunció que la relación había terminado después de que descubriera que Tae-hyun la había engañado.

## Créditos de producción
| Año  | Artista | Canción                     | Rol                                    | Álbum                             |
| ---- | ------- | --------------------------- | -------------------------------------- | --------------------------------- |
| 2013 | Team A  | "Go Up"                     | Coletrista                             | WIN: Who Is Next, "Batalla Final" |
| 2013 | Team A  | "Just Another Boy"          | Coletrista                             | WIN: Who Is Next, "Batalla Final" |
| 2014 | WINNER  | "Confession (고백하는거야)" | Letrista, cocompositor, coarreglista   | 2014 S/S                          |
| 2014 | WINNER  | "But (사랑하지마)"          | Coletrista, cocompositor, coarreglista | 2014 S/S                          |
| 2014 | WINNER  | "Tonight (이 밤)"           | Coletrista, cocompositor, coarreglista | 2014 S/S                          |
| 2016 | WINNER  | "센치해 (SENTIMENTAL)"      | Coletrista, cocompositor, coarreglista | EXIT : E                          |
| 2016 | WINNER  | "Baby Baby"                 | Coletrista, compositor, coarreglista   | EXIT : E                          |
| 2016 | WINNER  | "좋더라 ( I'M YOUNG )"      | Letrista, cocompositor                 | EXIT : E                          |

## Discografía

### Extendido
| Título               | Detalles de álbum                                                                                         | Posición en listas (peak chart positions) | Ventas        |
| Título               | Detalles de álbum                                                                                         | KOR                                       | Ventas        |
| -------------------- | --- | ----------------------------------------- | ------------- |
| 90 (como South Club) | - Lanzado: 27 de junio de 2017 - Sello: South Buyers Club, NHN Diversión - Formatos: CD, descarga digital | 4                                         | - KOR: 5,155+ |

### Singles como artista principal
| Título                                        | Año  | Posición en listas (peak chart positions) | Posición en listas (peak chart positions) | Posición en listas (peak chart positions) | Ventas                           | Álbum    |
| Título                                        | Año  | KOR                                       | CHN                                       | EE. UU.                                   | Ventas                           | Álbum    |
| --------------------------------------------- | ---- | ----------------------------------------- | ----------------------------------------- | ----------------------------------------- | -------------------------------- | -------- |
| "Confession (고백하는 거야)"                  | 2014 | 19                                        | —                                         | —                                         | - KOR: 206,788                   | 2014 S/S |
| "Pricked (사랑가시)" (con Mino)               | 2016 | 7                                         | 229                                       | 4                                         | - KOR: 224,683+                  | EXIT : E |
| " I'm Young (좋더라)"                         | 2016 | 30                                        | —                                         | —                                         | - KOR: 61,291                    | EXIT : E |
| "Hug Me"                                      | 2017 | —                                         | 84                                        | —                                         |                                  | 90       |
| "No" (아니)                                   | 2017 | —                                         | —                                         | —                                         |                                  |          |
| "Take Me Out"                                 | 2017 | —                                         | —                                         | —                                         | Black OST                        |          |
| "Boy And Girl" (소년, 소녀)                   | 2017 | —                                         | —                                         | —                                         | Children of the 20th Century OST |          |
| "Who Is This Song For" (누굴 위한 노래인가요) | 2017 | —                                         | —                                         | —                                         |                                  |          |

### Singles como artista destacado
| Título                                                                    | Año  | Posición en listas (peak chart positions) | Ventas | Álbum                    |
| Título                                                                    | Año  | JPN                                       | Ventas | Álbum                    |
| ------------------------------------------------------------------------- | ---- | ----------------------------------------- | ------ | ------------------------ |
| "Spoiler" (Mezcla japonesa) Epik High (con Taehyun de Winner)             | 2014 | —                                         |        | Shoebox Versión Japonesa |
| "—" Denota libera aquello no gráfico o no fue liberado en aquella región. |      |                                           |        |                          |

## Filmografía

### Televisión

#### Dramas
| Año  | Canal       | Título                                                   | Rol          |
| ---- | ----------- | -------------------------------------------------------- | ------------ |
| 2015 | MBC Every 1 | La chica de la medianoche                                | Gong Ji-dan  |
| 2015 | SBS         | Late Night Restaurant (Restaurante de Medianoche)        | Min-woo      |
| 2016 | Sohu        | Under The Black Moonlight (Bajo la luz de la luna negra) | Lee Kang-woo |

#### Programas de televisión
| Año  | Canal | Título              | Notas                                      |
| ---- | ----- | ------------------- | ------------------------------------------ |
| 2019 | MBC   | King of Mask Singer | Concursó como "Ice Cream" - (ep. #187-188) |

#### Reality
| Año  | Canal | Título            | Notas                   |
| ---- | ----- | ----------------- | ----------------------- |
| 2013 | Mnet  | WIN: Who Is Next  | Como miembro del Team A |
| 2016 | tvN   | Actor School      | Ep.1-10                 |
| 2016 | JTBC  | Half-Moon Friends | Como maestro            |

|-
!2017
|TVN
|en:Dear My Human
|Como Nam Tae Hyun
|}

## Otros

### Radio
| Año           | Canal | Programa           | Nota            |
| ------------- | --- | ------------------ | --------------- |
| 2017–presente | CaspermusicTV (enlace roto disponible en Internet Archive; véase el historial, la primera versión y la última). | Nam Taehyun's 11pm | DJ (Cada lunes) |